# 塔姆塔切特市镇
塔姆塔切特市镇（俄语：Тамтачетское муниципальное образование）是俄罗斯联邦伊尔库茨克州泰舍特区所属的一个市镇。其下辖有个居民点，行政中心为塔姆塔切特。据2016年统计，该市镇的人口为1688人。